# Меджиди-Табия
Меджиди-Табия (Абдул Меджиди) — турецкий форт, расположенный к югу от города Силистра, являлся частью османской фортификационной системы использовавшейся во время крымской и русско-турецкой войны 1877-1878 годов. Наиболее хорошо сохранившееся укрепление из шести существовавших объектов в этой системе.

## История
Форт был построен в 1841-53 годах, в соответствии с планами немецкого военного инженера Хельмута фон Мольтке, который посетил Силистрию в 1837 году. В 1847 году строительство форта посетил султан Абдул-Меджид I, в честь которого укрепление и получило своё название.
Для строительства форта были собраны 300 болгар.

## Описание
Форт имеет форму шестиугольника, высота стен доходит до 8 метров. Рядом с ними прорыт ров, служивший одновременно и препятствием и средством маскировки.

## Галерея

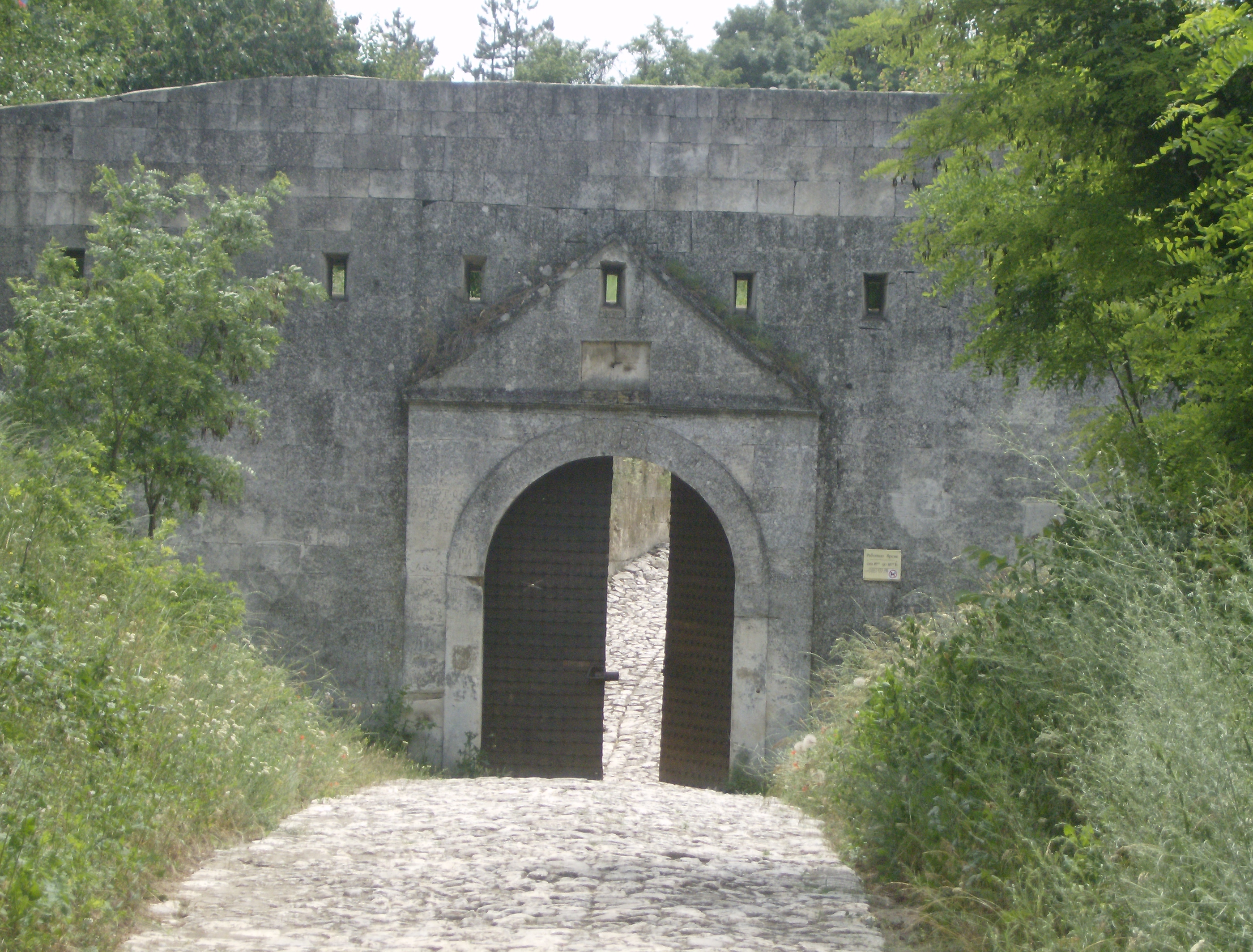
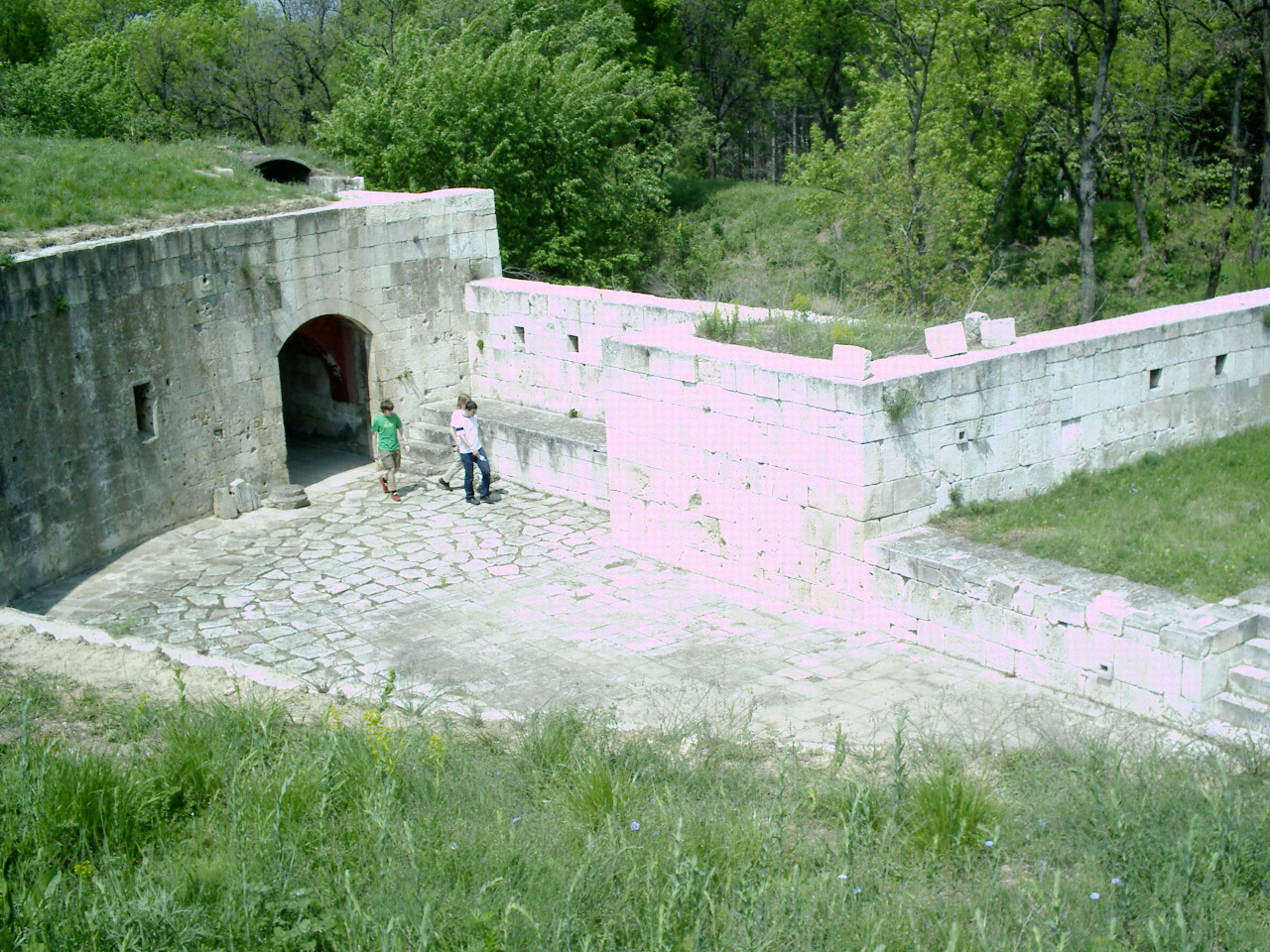
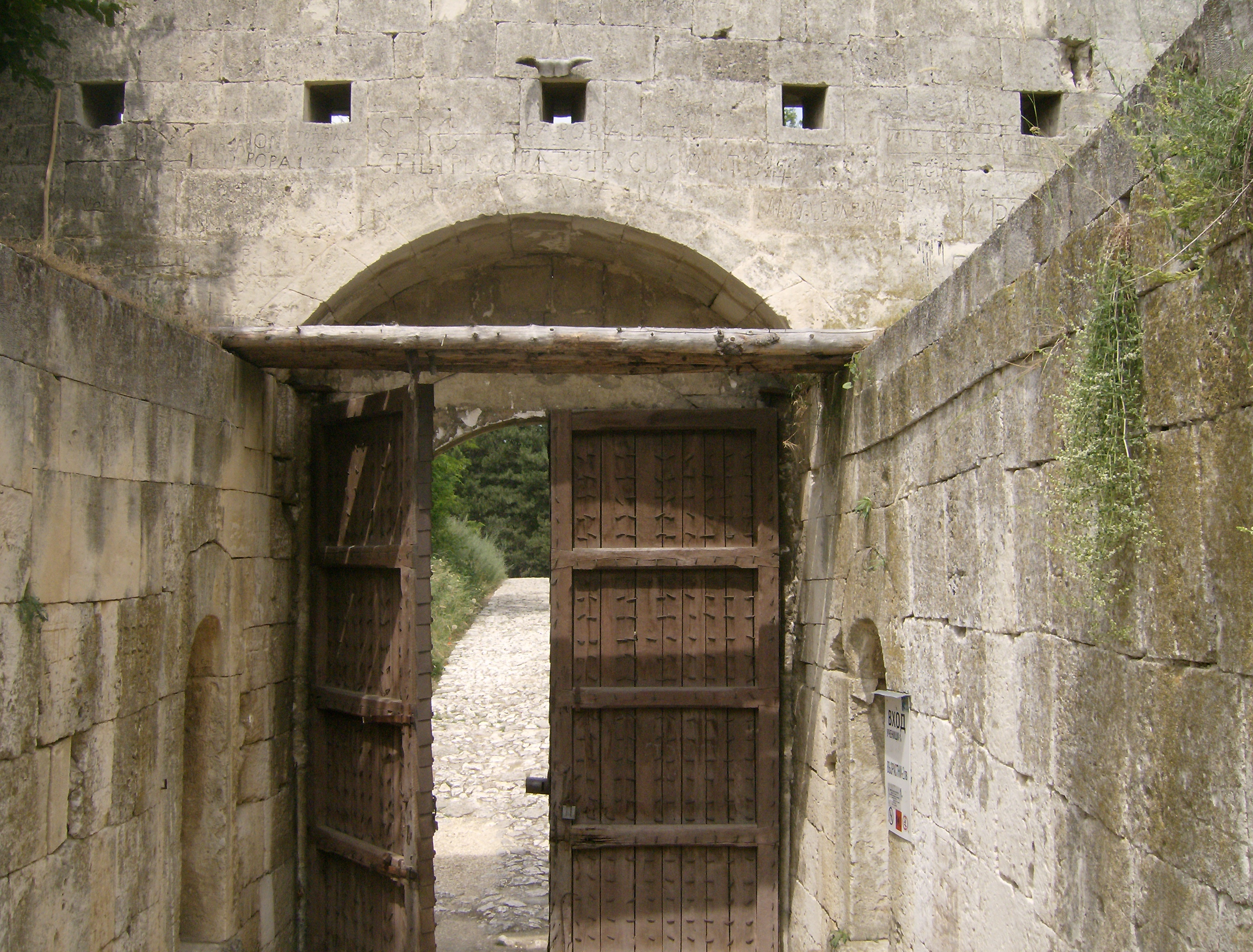